# エルンスト・シュトローマー

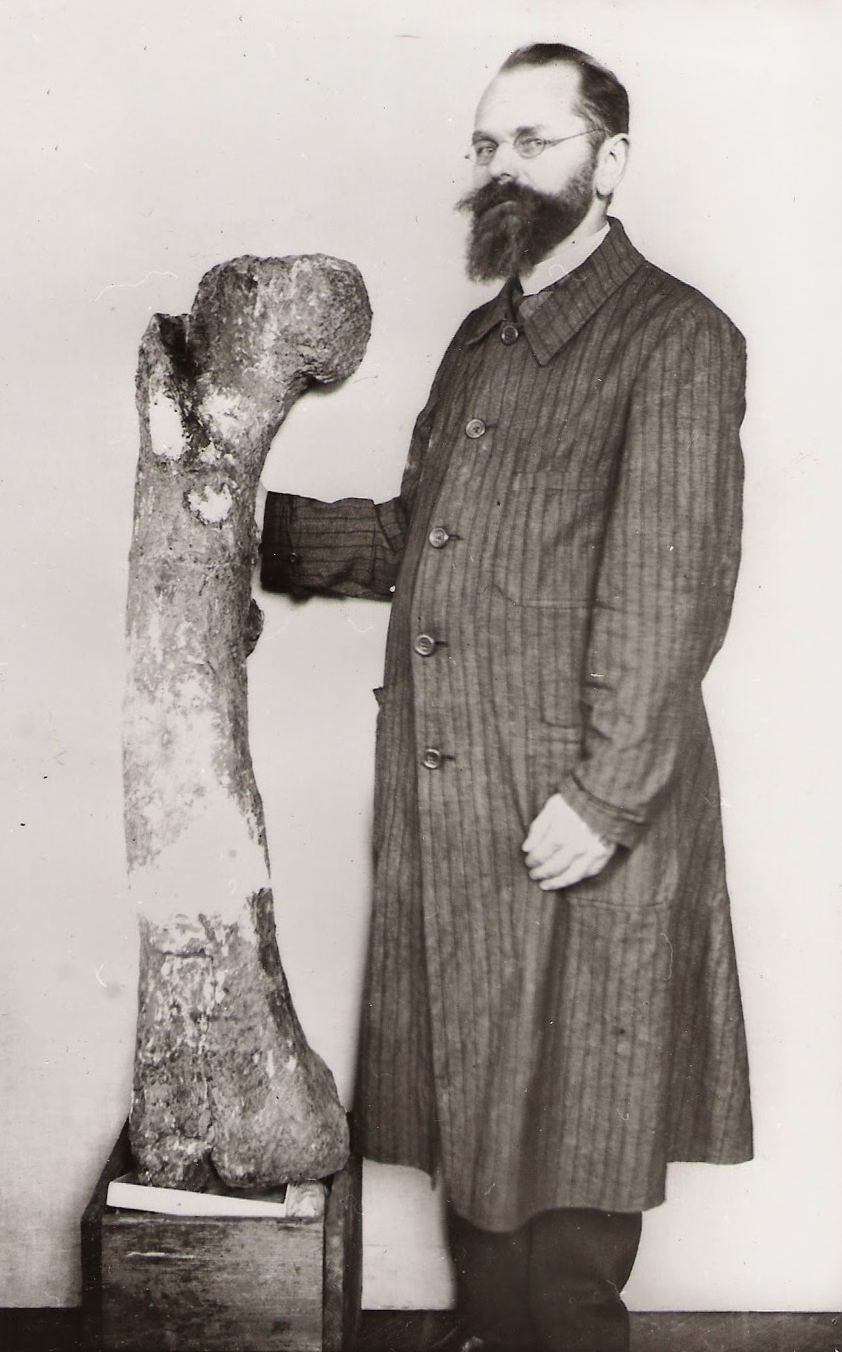
エルンスト・フライヘア・シュトローマー・フォン・ライヘンバッハ

エルンスト・フライヘア（男爵）・シュトローマー・フォン・ライヘンバッハ （Ernst Freiherr Stromer von Reichenbach, 1870年6月12日 – 1952年12月18日）はドイツの古生物学者である。
シュトローマーはエジプトサウルス、バハリアサウルス、カルカロドントサウルス、および現在知られるなかで最大の獣脚類、スピノサウルスといった、エジプトにて発掘された白亜紀の恐竜について学名の記載を行った。 

## 出自
エルンスト・シュトローマーはドイツ社会で貴族階級（男爵）に属し、彼の父は故郷ニュルンベルク市の市長を務め、先祖代々、法律家・廷臣・科学者・建築家などであった。エルンスト・シュトローマーは1920年に結婚し3人の息子をもうけたが、息子は皆ドイツ陸軍に入隊した。（蒐集物の末路を参照）

## エジプト探検 (1910年-1911年)

### 到着
1910年11月7日にシュトローマーは古生物学目的の探検のためにロイド社の蒸気船クレオパトラにてエジプトのアレキサンドリアに到着した。だが、三等船室の乗客にコレラと疑われる症状があると医師が報告したため、船が検疫にかけられシュトローマーはその後二日間船中に留まらなければならなかった。
11月9日水曜日に医師が乗客の解放を発表するとシュトローマーと随伴者はホテルに一泊し、翌日カイロ行の汽車に乗った。
カイロのホテルにチェックインしたのち、シュトローマーはエジプト地質学調査委員会 (Geological Survey of Egypt) の会長より歓迎の手紙を郵便局で受け取った。シュトローマーは礼儀を重んじる人物であり、午後には表敬とその後の探検計画の策定をかねて、名声が高いドイツ人エジプト考古学者であるゲオルグ・シュタインドルフ (George Steindorff) の事務所を訪れた。
11月14日にシュトローマーはエジプト地質学調査委員会の沙漠調査部門を創設したジョン・ボール (John Ball) と会った。その年の内に調査委員会はエジプトの最初の地形図を出版し、翌1911年に出版する手筈だった地質図を仕上げた。いずれもシュトローマーには非常に貴重なもので、これをもとに自分の探検の目的地をほとんど知られていなかった西部沙漠地帯のバハリヤに定めて計画をすすめた。
11月15日、シュトローマーに気がかりなことが発生した。ヨーロッパ人で西部沙漠に惚れ込んで住みつき行方不明になったリヒャルト・マルクグラーフ (Richard Markgraf) のことである。マルクグラーフはカイロの南にあるシヌリスという小さな村に住んでいた。彼がシュトローマーと知り合った経緯はあきらかではない。
シュトローマーは約10年前の1901年から翌年にかけての冬にマルクグラーフに会い大変意気投合した。マルクグラーフは10年半の間シュトローマーの化石蒐集係（Sammler）をつとめ、友人になった。だがマルクグラーフは病気がちだった。その理由がマラリアなのか、腸チフスによる腸内出血か、慢性アメーバ赤痢によるのかは不明である。
ある朝、探検の計画策定になんとしてもマルクグラーフが必要だったシュトローマーは、彼がまた発症したことに頭を抱えた。それまで彼は現れず彼と連絡を取ろうにも無理だった。だが、ホテルの自室のドアを開けるとマークグラフが椅子に座っており、彼の不安は雲散霧消したという。
探検計画は三部構成だった。まずシュトローマーとマルクグラーフはカイロからワディ・エル・ナトルーン (英：Wadi El Natrun) へと北西に進路をとり、数週間この地域を探検したのちカイロへ戻り、補給の後に今度は南のルクソールへ移動しナイル川の谷の東岸斜面を探検する。
だが砂漠地帯への入域許可証の取得は困難になった。1910年にはもうドイツとイギリスの緊張は高まっており、両国は他国の世界各地におけるどんな活動にも敏感になっていた。シュトローマーはやっとのことで許可証を手に入れた。

### 探検開始
シュトローマーとマルクグラーフはカイロからギーザへ汽車で移動し、そこでラクダ使いのオラーンと合流した。こうしてギザの台地の横断を開始したのは11月19日、午前9時40分のことである。シュトローマーの目的は、北アフリカにおける初期の哺乳類の化石を探すことであった。当時、人類の起源はアフリカではなくヨーロッパ大陸にあると広く信じられていたが、シュトローマーはそうは考えなかったのである。
とは言え、シュトローマーはこの探検で初期の哺乳類を発見することはできなかった。その代わりに全く違う大発見―エジプトで唯一知られる恐竜を発見したのである。
シュトローマーがワディ・エル・ナトルーンに滞在していた1910年の日記には、彼が何マイルも歩き、丘を登り、谷の各所で採取した岩をハンマーで破砕するなど、一日中活動していた様子が記されている。彼はほぼ不休で調査を続けたが、ワディ・エル・ナトルーンで費やした数週間にこれといった収穫は得られなかった。彼が見つけたものは延々と出土するサメの歯、カメの甲羅化石の断片、それに時折出てくるワニの顎化石程度であり、哺乳類の化石は全く無かった。12月、彼は失望のうちにカイロへ戻った。
シュトローマーがカイロへ戻るも、マルクグラーフはワディ・エル・ナトルーンに残って調査を続けるよう指示されていた。一週間ほどの後、マルクグラーフは小さなサルの頭蓋骨を発見し、これをシュトローマーに見せると彼はたいそう喜んだ。このサルはマルクグラーフに献名して Libypithecus markgrafi と命名された。
探検の第二段階は12月、ナイル川をさらに上流に遡っておこなわれた。しかし、ワディ・エル・ナトルーン以上の幸運には見舞われなかった。さらに困った事に、マルクグラーフは持病を再発し、最も有望であった探検計画の第三段階、バハリヤのオアシス（Bahariya Oasis）探検に同行できなくなってしまった。シュトローマー自身はアラビア語をほとんど知らず、またエジプト西部砂漠の辺境の土地勘も全くなかったため、突然右腕を失った彼の探検は岐路に立たされた。結局シュトローマーはドラゴマン（dragoman）と呼ばれるガイド兼通訳の人間を探し出し、事態はようやく落ち着いた。それでも西部砂漠の探索の許可を得るのは容易ではなかった。
1911年1月3日、シュトローマーとクルーは汽車に乗って西部砂漠へと向かった。鉄道はバハリヤ・オアシスの南端で終点になっていた。彼らはそこで簡素な帆布のテントを張って夜を明かし、鶏肉と米で簡単に食事を済ませた。翌日の正午にはシュトローマー一行は砂漠の奥地へと踏み込み、バハリヤ探検が開始された。
彼のキャラバンは、砂漠では貴重な牧草地を探しながら非常にゆっくりと進行した。これは隊員の一人がラクダの飼葉の購入を惜しんだためで、シュトローマーは憤然とするしかなかった。砂漠の日差しは白い岩に反射して非常に眩しく、シュトローマーはしばしば特注のサングラスをかけねばならなかった。また真冬の空気はとても冷たく、彼は体を温めるために、ラクダに乗らずによくその横を歩いたという。
一週間以上の行軍を経て、1月11日にシュトローマーらは目的地に到着した。彼はこの谷の岩を始新世に属するものと思っていたため、この場所なら哺乳類の化石を発見できると考えていた。当時の他の科学者たちと同様、始新世はほんの数百万年前であり、白亜紀の終わりはさらにその二百万年ほど前であろうとシュトローマーは見積もっていたのである。彼は地質時代の目測を六千万年ほど誤り、恐竜時代の真っ只中（の累層）に踏み込んだ。

### 大発見
探検チームは探検期間中マディシャという小さな町に滞在した。翌日探索に出発する計画は砂漠の天候悪化に阻まれ、なんと雨まで降ってきた。彼は探索計画を翌朝出発に変えたが、深夜に激しい砂嵐がマディシャを襲い翌日一杯吹き荒れたので全員がテントに缶詰になった。
1月14日にようやく天気が治まり出発することができた。彼が初日に発見したのは化石化したサメの脊椎骨、魚の歯、珪化木数点程度だった。1月18日になって漸く苦労が報われた。
彼がエル・ディスト (el Dist) の南縁を歩いていると突然目に入るものがあった。「大きな骨が三つあり、私はそれを掘り出し写真に撮ろうとした。上肢はひどく風化しており不完全だったが、長さは110cm、太さは15cmある。その下の二番目のものは状態が良く、おそらく大腿骨で長さは95cm、中間部の太さは15cmである。三番目は地中に深く埋まっており、発掘に時間がかかりそうだ。」彼はその朝、坐骨（恐竜の骨盤の一部）、「一端が凸状の」脊椎骨、「巨大な鉤爪」と彼が記述するものも発見した。
彼は後悔たっぷりに日誌にこう記した。「このような巨大な種をどのように保管すればよいのかわからない。」そして「マルクグラーフから習ったアメリカ方式」を行い、蚊帳を切り裂きこれを小麦粉と水を混ぜて作ったペーストに浸けて大きな骨を二つ包装した。
エル・ディストでの大成功にもかかわらず、翌日彼はチーム全員でゲベル・ハマド (Gebel Hammad ) の周辺に移動した。数体の恐竜・魚・サメの骨を発見したが、さらに少々発掘をした後で荷物をまとめ二日後にここを発ちガウラク村 (Gharaq) へ向かった。
2月18日、シュトローマーはドイツへ帰国の途についた。その後しばらく彼はバハリヤ・オアシスで発見された恐竜に関する驚くべきユニークな知見を次々発表し、それゆえ同時代の古生物学者でもっとも著名になるはずだった。ところが現実は違った。彼は発見したものでなく失ったものゆえに記憶された。

## 灰燼に帰した蒐集物
不完全ながらも唯一のスピノサウルスの骨格をはじめとするシュトローマーの化石、地図、調査の詳細といったコレクションは、第二次世界大戦におけるイギリス空軍による1944年4月24日の夜 ミュンヘン空襲の際、収蔵していたアルテ・アカデミーの建物とともにすべて破壊されてしまった。シュトローマーはコレクションが危険にさらされていることを認識しており、蒐集物の移動を要請していた。しかし、当時のアルテ・アカデミー博物館館長ハンス・クリーグは、シュトローマーの要請を無視した。また、こうした要請が反ナチ行為とみなされ、強制収容所送りにすると脅迫を受けた。シュトローマーのかわりにドイツ軍に所属していた3人の息子達が激戦地へ転戦させられた。2人が戦死し、1人は東部戦線で捕虜となった。
捕虜になった息子も既に死んだと皆は思っていたが、シュトローマーが1952年、82歳まで生きながらえたのは、この息子が生きて帰って来るという希望を持っていたためとも言われる。捕虜となった息子、ヴォルフガング・シュトローマー (独：Wolfgang Stromer) は1950年にシベリア抑留の末、ドイツに帰還した。帰還後、彼は法学を学び検察官となり、1952年に結婚している。エルンスト・シュトローマーは、同年12月中旬に亡くなった。1990年までエアランゲン・ニュルンベルク大学などで経済・技術史の教授の地位にあり、経済史や家族史の著書を数多く出版したヴォルフガングは、引退後の1995年に父の恐竜研究の写真を博物館に寄贈し、1999年9月8日に亡くなった。

## パラリティタン

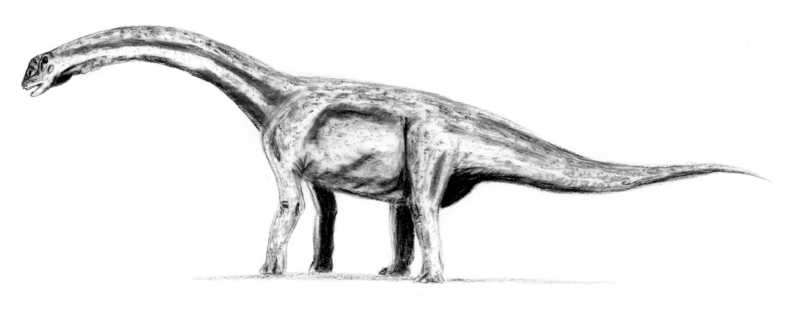
パラリティタン・ストロメリ
シュトローマーの干潟の巨体という意味

1998年、当時アメリカのペンシルベニア大学で古生物学博士課程に在籍していた学生、ジョシュア・スミス (Joshua Smith。別称 ジョシュ・スミス Josh Smith) とマット・ラマンナ (英：Matt Lamanna) は博士号研究テーマに、シュトローマーの後90年近く手付かずの状態にあったバハリヤ・オアシスに注目した。奇しくも同じ博士課程にいた学生が1999年1月にエジプト調査を予定しており、助手にスミスを雇おうと考えていた。スミスはシュトローマーの発掘現場で調査する時間を持つことを条件に助手を引き受けた。この時のわずか2日の調査でスミスは恐竜の骨のかけらを発見した。
寄付金とボランティアを募り、2000年の1月から2月に6週間かけてスピノサウルスの再発掘などを目的にシュトローマーの調査現場2箇所を含む計8箇所で作業を行い、スピノサウルスだけでなく新種の恐竜の骨まで発見することができた。新しく発見された巨大なティタノサウルス類の恐竜は、シュトローマーへの敬意を表してパラリティタン・ストロメリ（英：Paralititan stromeri）と名づけられた。発見は2001年6月1日号のサイエンス誌で発表された。
パラリティタンの発見半年後の2000年6月、研究でドイツを訪れていたスミスは、博物館で古生物学の古文書の中からシュトローマーが撮影したスピノサウルスの写真画像を発見した。これは息子のウォルフガングがその5年前に寄贈したものであった。コレクションが第二次大戦の空爆で消失して以来、シュトローマーの発見を裏付ける物的証拠は彼の手書き資料だけであったため、写真の発見は研究史上、大変貴重である。また、スミスは写真と1915年にシュトローマーの描いた図を比べて、シュトローマーの図が写真に写された構造と一致しているのは素晴らしいと述べている。
スミスの調査や発見の記録は『The Lost Dinosaurs of Egypt』というタイトルで 書籍 (ISBN 978-0375507953)やDVD化され、アメリカで2002年に発行された。日本語訳『 失われた恐竜をもとめて―最大の肉食恐竜をめぐる100年の発掘プロジェクト 』(ISBN 978-4789720984)も2003年8月に刊行されている。